# Temporada 1934 de la NFL
La Temporada 1934 de la NFL fue la 15.ª en la historia de la NFL. Antes de la temporada, Portsmouth Spartans
se trasladó de Ohio a Detroit, Míchigan, y se cambió el nombre a Detroit Lions.
Los Cincinnati Reds perdieron sus primeros ocho juegos, a continuación, fueron suspendidos por no pagar las cuotas
a la liga. St. Louis Gunners, un equipo independiente, jugó los últimos 3 partidos de la temporada de los Reds.
El Ed Thorp Memorial Trophy se estableció como premio para el campeón de la liga, y fue concedido hasta 1969. El equipo anfitrión para el
juego de campeonato de la NFL lo haría ahora de forma alterna entre las dos divisiones, con el campeón del Este en los años pares, y el
campeón Oeste en los años impares.
La temporada finalizó el 9 de diciembre cuando los New York Giants vencieron a Chicago Bears 30-13 por el juego de campeonato de la
NFL, el cual llegó a ser conocido como "Sneakers Game".

## Temporada regular
P = Partidos Jugados, V = Victorias, D = Derrotas, E = Empates, CTE = Cociente de victorias, PF= Puntos a favor, PC = Puntos en contra
Nota: Los juegos empatados no fueron contabilizados de manera oficial en las posiciones hasta 1972
| New York Giants     | 13 | 8 | 5  | 0 | .615 | 147 | 107 |
| Boston Redskins     | 12 | 6 | 6  | 0 | .500 | 107 | 94  |
| Brooklyn Dodgers    | 11 | 4 | 7  | 0 | .364 | 61  | 153 |
| Philadelphia Eagles | 11 | 4 | 7  | 0 | .364 | 127 | 85  |
| Pittsburgh Pirates  | 12 | 2 | 10 | 0 | .167 | 51  | 206 |

| Chicago Bears     | 13 | 13 | 0 | 0 | 1.000 | 286 | 86  |
| Detroit Lions     | 13 | 10 | 3 | 0 | .769  | 238 | 59  |
| Green Bay Packers | 13 | 7  | 6 | 0 | .538  | 156 | 112 |
| Chicago Cardinals | 11 | 5  | 6 | 0 | .455  | 80  | 84  |
| St. Louis Gunners | 3  | 1  | 2 | 0 | .333  | 27  | 61  |
| Cincinnati Reds   | 8  | 0  | 8 | 0 | .000  | 10  | 243 |

## Juego de Campeonato
- New York Giants 30, Chicago Bears 13, 9 de diciembre de 1934, Polo Grounds, New York, New York

## Líderes de la liga
| Estadísticas | Nombre           | Equipo        | Yardas |
| ------------ | ---------------- | ------------- | ------ |
| Pasando      | Arnie Herber     | Green Bay     | 799    |
| Corriendo    | Beattie Feathers | Chicago Bears | 1.004  |
| Recibiendo   | Harry Ebding     | Detroit       | 264    |